# Dionisio García Ibáñez
Dionisio Guillermo García Ibáñez (ur. 31 stycznia 1945 w Guantánamo) – kubański duchowny katolicki, arcybiskup Santiago de Cuba i prymas Kuby od 2007.

## Życiorys

### Prezbiterat
Święcenia kapłańskie otrzymał 8 lipca 1985 i został inkardynowany do archidiecezji Santiago de Cuba. Pracował przede wszystkim jako duszpasterz parafialny, był także m.in. diecezjalnym duszpasterzem młodzieży oraz konsultorem kubańskiej Konferencji Episkopatu w czasie zebrania CELAM w Santo Domingo.

### Episkopat
9 grudnia 1995 papież Jan Paweł II mianował go biskupem ordynariuszem diecezji Santisimo Salvador de Bayamo y Manzanillo. Sakry biskupiej udzielił mu 27 stycznia 1996 ówczesny arcybiskup Santiago de Cuba - Pedro Claro Meurice Estiu.
10 lutego 2007 został arcybiskupem ordynariuszem archidiecezji Santiago de Cuba. W latach 2009–2017 był przewodniczącym Konferencji Episkopatu Kuby.